# Aburina rectangulata
Aburina rectangulata är en fjärilsart som beskrevs av Embrik Strand 1918. Aburina rectangulata ingår i släktet Aburina och familjen nattflyn. Inga underarter finns listade i Catalogue of Life.